# سيرجيو رودريغيز بوليدو
سيرجيو رودريغيز بوليدو (بالإسبانية: Sergio Rodríguez Pulido)‏ (6 مايو 1995 في المكسيك - ) هو لاعب كرة قدم مكسيكي في مركز الوسط.

## وصلات خارجية
- سيرجيو رودريغيز بوليدو على موقع قاعدة بيانات كرة القدم.إي يو (الإنجليزية)
- سيرجيو رودريغيز بوليدو على موقع Soccerway.com (الإنجليزية)
- سيرجيو رودريغيز بوليدو على موقع AS.com (الإسبانية)